# 白洲迅
白洲 迅（しらす じん、1992年11月1日 - ）は、日本の俳優、タレント。C.I.A.の元メンバー。本名は佐々木 迅（）。旧芸名は白州 迅（）。
東京都八王子市出身。八王子市立四谷中学校を経て、東京都立富士森高等学校を卒業。キューブ所属。妻はタレントの竹内渉。

## 略歴
高校在学中の2010年、第22回ジュノン・スーパーボーイ・コンテストのベスト30に残ったことを機に芸能界に入る。2011年、舞台『ミュージカル・テニスの王子様2ndシーズン』でデビュー。デビュー時はWhite Dreamに所属していた。
2012年5月に所属事務所の移籍と「白州迅」から「白洲迅」への改名を報告。同年8月、出演予定であったミュージカル『Bitter days, Sweet nights』を肺気胸のため降板した。
2013年4月から放送の『押忍!!ふんどし部!』でテレビドラマ初主演となる。
2022年3月19日を以って、C.I.A.を卒業することを自身のInstagramで発表した。
同年4月30日、タレントの竹内渉と結婚したことを発表した。
2024年2月16日、第1子男児が誕生したことを発表した。
2025年4月11日、第2子が誕生したことを発表した。

## 人物
3兄弟の長男。
趣味・特技はダンス、テレビゲーム、野球。
芸名は、実業家・白洲次郎からのインスパイア。

## 出演

### テレビドラマ
- ビブリア古書堂の事件手帖 第8話（2013年3月4日、フジテレビ）
- 押忍!!ふんどし部!（2013年4月11日 - 7月4日、テレビ神奈川 ほか） - 主演・富永一郎太 役
  - 押忍!!ふんどし部!シーズン2 〜南海怒濤篇〜（2014年1月3日 - 3月14日)
- メ〜テレドラマ「卒業」（2014年3月17日、メ〜テレ） - タケル 役
- 福家警部補の挨拶 最終話（2014年3月25日、フジテレビ） - 鳥島秀 役
- お家さん（2014年5月9日、読売テレビ） - 徳治郎 役
- 殺人偏差値70（2014年7月2日、日本テレビ） - 向井 役
- おわらないものがたり（2014年8月、フジテレビ） - 主演・一之瀬圭介 役[20]
- あすなろ三三七拍子 第8話（2014年9月2日、フジテレビ） - 若者 役
- HERO 第9話（2014年9月8日、フジテレビ） - 阿部勝士 役
- ごめんね青春!（2014年10月12日 - 12月21日、TBS） - 昭島司 役[21]
- 学校のカイダン（2015年1月10日 - 3月14日、日本テレビ） - 日向タクト 役
- 世にも奇妙な物語（フジテレビ）
  - 25周年スペシャル・春 〜人気マンガ家競演編〜「蟲たちの家」（2015年4月11日） - 直也 役
  - 25周年記念!秋の2週連続SP 映画監督編 「嘘が生まれた日」（2015年11月28日） - 増谷理 役
  - '20夏の特別編「配信者」（2020年7月11日） - 主演・赤城良太 役[22]
- She（2015年4月18日 - 5月16日、フジテレビ） - 広瀬祐喜 役[23]
- 恋愛あるある。「社内恋愛あるある」（2015年6月24日、フジテレビ） - 小山 役
- 仮カレ♡（2015年11月3日 - 12月22日、NHK BSプレミアム） - 高原瞬 役
- 青春探偵ハルヤ〜大人の悪を許さない!〜 第6話（2015年11月19日、読売テレビ） - 岡島武 役
- 叡古教授の事件簿（2016年5月21日、テレビ朝日） - 阿蘇藤太 役[24]
- 連続テレビ小説 とと姉ちゃん 第54話・第55話、第67話（2016年6月4日・6日・20日、NHK） - 木戸稔 役
- 死幣-DEATH CASH-（2016年7月14日 - 9月15日、TBS） - 川辺雄大 役[25]
- 営業部長 吉良奈津子（2016年7月21日 - 9月22日、フジテレビ） - 丸尾裕人 役[26]
- キャリア〜掟破りの警察署長〜（2016年10月9日 - 12月11日、フジテレビ） - 松本秀樹 役[27]
- かもしれない女優たち2016（2016年10月10日、フジテレビ） - 合コン相手の男子大学生 役
- 人形佐七捕物帳 第3話（2016年11月8日、BSジャパン） - 松原錦之介 役
- 恋するJKゾンビ（2016年12月30日（29日深夜）、テレビ朝日） - 冷水十吾 役[28]
- 突然ですが、明日結婚します 第1話（2017年1月23日、フジテレビ） - あすかの元彼氏 役
- CRISIS 公安機動捜査隊特捜班 第1話（2017年4月11日、フジテレビ） - 宇田川圭介 役
- 警視庁捜査一課9係season12 第4話（2017年5月3日、朝日テレビ） - 富田一郎 役
- 貴族探偵 第5話・第6話（2017年5月15日・22日、フジテレビ） - 愛知川友也 役
- コードネームミラージュ 第9話（2017年6月3日、テレビ東京） - ユヅル 役
- 愛してたって、秘密はある。（2017年7月16日 - 9月17日、日本テレビ） - 安達虎太郎 役
- ほんとにあった怖い話 夏の特別編2017「影女」（2017年8月19日、フジテレビ）
- 明日の約束（2017年10月17日 - 12月19日、フジテレビ・関西テレビ） - 北見雄二郎 役[29]
- 明日の君がもっと好き（2018年1月20日 - 3月10日、テレビ朝日） - 城崎遥飛 役[30]
- 漫画みたいにいかない。 第6話（2018年2月15日 、日本テレビ；2017年10月よりHuluで配信開始） - イケメン金持ち男 役[31]
- ドルメンX 第4話（2018年3月31日、日本テレビ） - MANABU 役
- 正義のセ 第4話（2018年5月2日、日本テレビ） - 勝村弘 役
- 刑事7人（テレビ朝日） - 野々村拓海 役
  - 第4シーズン（2018年7月11日 - 9月12日）[32]
  - 第5シーズン（2019年7月10日 - 9月18日）[33]
  - 第6シーズン（2020年8月5日 - 9月30日）
  - 第7シーズン（2021年7月7日 - 9月15日）[34]
  - 第8シリーズ（2022年7月13日 - 9月14日）[35]
  - 第9シリーズ（2023年6月7日 - 8月9日）[36]
- サイレント・ヴォイス 行動心理捜査官・楯岡絵麻（2018年10月6日 - 12月15日、BSテレ東） - 西野圭介 役
- BACK STREET GIRLS-ゴクドルズ-（2019年2月18日 - 3月25日、MBS / 2月20日 - 3月27日、TBS） - 主演・山本健太郎 役[37]
- カンテレ開局60周年特別ドラマ「僕が笑うと」（2019年3月26日、関西テレビ） - 大沢和也 役[38][39]
- 向かいのバズる家族（2019年4月4日 - 6月6日、読売テレビ） - 皆戸涼太 役[40]
- 白衣の戦士! 第3話（2019年4月24日、日本テレビ） - 中村太一 役
- 恋と就活のダンパ（2019年4月27日、NHK BSプレミアム） - 江田遼平 役
- 東京二十三区女 最終話（2019年5月18日、WOWOW） - 木内巡査 役
- 僕はまだ君を愛さないことができる（2019年7月15日 - 12月9日、フジテレビ） - 主演・石田蓮 役（足立梨花とダブル主演）[41]
- ハル〜総合商社の女〜（2019年10月21日 - 12月9日、テレビ東京） - 青柳悠馬 役[42]
- ヤヌスの鏡（2019年10月22日 - 12月10日、フジテレビ） - 進東健一 役[43]
- 異世界居酒屋「のぶ」 （WOWOWプライム） - ニコラウス 役
  - Season1（2020年5月16日 - 7月17日）[44]
  - Season2（2022年5月27日 - 7月29日）[45]
  - Season3（2023年1月13日 - 3月17日）[46]
- 僕らは恋がヘタすぎる（2020年10月25日 - 12月6日、朝日放送テレビ） - 主演・成田洋介 役（川島海荷とダブル主演） [47]
- 6 from HiGH&LOW THE WORST（2020年11月 - 12月、日本テレビ） - 桐原誠司 役[48]
- インフルエンス（2021年3月20日 - 4月17日、WOWOW） - 夏目俊哉 役[49]
- 私の夫は冷凍庫に眠っている（2021年4月10日 - 5月15日、テレビ東京） - 佐藤亮 役/久保田奏 役[50]
- リコカツ（2021年4月16日 - 6月18日、TBS） - 水無月連 役[51]
- どうせもう逃げられない（2021年9月16日 - 11月12日、MBS） - 主演・向坂拓己 役[52]
- 消えた初恋 第8話（2021年11月27日、テレビ朝日） - 岡野 役[53][54]
- めざましドラマ「めぐる。」（2021年12月6日 - 17日、フジテレビ） - 近藤栄太郎 役 [55]
- 正月時代劇 幕末相棒伝（2022年1月3日、NHK総合・NHK BS4K） - 沖田総司 役[56]
- 鹿楓堂よついろ日和 第2話 - 最終話（2022年1月22日 - 3月19日、テレビ朝日） - 角崎英介 役[57][58]
- 個人差あります（2022年8月6日 - 9月24日、東海テレビ・フジテレビ） - 主演・磯森晶 役（夏菜、新川優愛とトリプル主演）[59]
- 大病院占拠（2023年1月14日 - 3月18日、日本テレビ） - 紫鬼 / 相模俊介 役[60][61][62]
- 帰ってきたぞよ!コタローは1人暮らし（2023年4月15日 - 6月10日、テレビ朝日） - 宇田桃葉 役[63]
- 大河ドラマ どうする家康（2023年6月4・11日、NHK） - 奥平信昌 役[64]
- 転職の魔王様 第6話 - 最終話（2023年8月21日 - 9月25日、関西テレビ・フジテレビ） - 天間聖司 役[65]
- フィクサー Season3（2023年10月8日 - 11月5日、WOWOW） - 小岩井俊 役[66]
- ゼイチョー〜『払えない』にはワケがある〜（2023年10月14日 - 12月23日、日本テレビ） - 浜村宰 役[67]
- 君が心をくれたから（2024年1月8日 - 3月18日、フジテレビ） - 望田司 役[68]
- 恋愛戦略会議（2024年3月13日、フジテレビ） - 犬飼健斗 役[69]
- ギークス〜警察署の変人たち〜（2024年7月4日 - 9月19日、フジテレビ） - 安達順平 役[70][71]
- 相続探偵 第4話・第5話・最終話（2025年2月15日・22日・3月29日、日本テレビ） - 宮越野心 役[72][73]
- 恋は闇（2025年4月16日 - 6月18日、日本テレビ） - 小峰正聖 役[74]

### 映画
- Dance!DanceDance!!（2014年） - 明彦 役
- イン・ザ・ヒーロー（2014年） - 永島俊 役
- HEROSHOW（2015年） - 主演・英雄 役
- リンキング・ラブ（2017年10月28日） - 茂手木健一郎 役[75]
- リバーズ・エッジ（2018年）
- EVEN 〜君に贈る歌〜（2018年） - RIN 役
- 劇場版 ドルメンX（2018年） - MANABU 役[76]
- BACK STREET GIRLS -ゴクドルズ-（2019年） - 主演・山本健太郎 役[77]
- 葬式の名人（2019年） - 吉田創 役
- HiGH&LOW THE WORST（2019年） - 桐原誠司 役
- 10万分の1（2020年11月27日） - 比名瀬祥 役
- 向田理髪店（2022年10月14日） - 向田和正 役[78]

### 舞台
- ミュージカル・テニスの王子様2ndシーズン（2011年 - 2014年） - 鳳長太郎 役
  - 青学vs氷帝（2011年7月 - 9月、JCBホール 他）
  - DREAM LIVE 2011（2011年11月 神戸ワールド記念ホール、横浜アリーナ）
  - 青学vs六角 （2011年12月 - 2012年2月、日本青年館 他）
  - 春の大運動会 2012（2012年5月13日 有明コロシアム）
  - Dream Live 2013（2013年4月27日 - 29日・5月3日 - 5日、横浜アリーナ 他）
  - 全国大会 青学vs氷帝（2013年7月11日 - 9月29日、TOKYO DOME CITY HALL 他）
  - 春の大運動会 2014（2014年4月26日、横浜アリーナ）
  - Dream Live 2014 （2014年11月15日 - 16日・11月22日 - 24日、神戸ワールド記念ホール、さいたまスーパーアリーナ）
- 合唱ブラボー!（2012年4月、CBGKシブゲキ!!） - ゲスト出演
- 押忍!!ふんどし部! 再々演（2013年2月） - 主演・富永一郎太 役
- ダブリンの鐘つきカビ人間（2015年10月 - 11月、パルコ劇場 他）
- 花より男子 The Musical（2016年1月5日 - 2月14日、シアタークリエ 他） - 花沢類 役
- シラノ・ド・ベルジュラック（2018年5月、日生劇場） - クリスチャン 役
- 夜来香（イエライシャン）ラプソディ（2022年3月、Bunkamura シアターコクーン/2022年4月、愛知・大阪・新潟で上演予定） - 黎錦光 役[79]
- 彩の国シェイクスピア・シリーズ2nd Vol.1「ハムレット」（2024年5月7日 - 6月、彩の国さいたま芸術劇場 大ホール 他） - ホレーシオ 役[80]

### 情報番組
- めざましテレビ（2021年12月13日 - 27日、フジテレビ） - 2021年12月度マンスリーエンタメプレゼンター[81]

### オリジナルビデオ
- 携帯彼女+（2012年） - 中村 役

### インターネット

#### ドラマ
- BRAND GUARDIANS（2012年）
- 臨床犯罪学者 火村英生の推理 Another Story1（2016年3月20日よりHulu限定配信、日本テレビ） - 大友 役
- はぴまり〜Happy Marriage!?〜（2016年6月、Amazonプライム・ビデオ） - 八神裕 役[82]
- スピンオフドラマ「オトナ高校 エピソード0」（2017年10月8日、auビデオパス・AbemaTV） - 主演・宇野颯太 役[83]
- 僕だけがいない街（2017年12月15日配信開始、Netflix） - 小林賢也 役[84]
- 僕はまだ君を愛さないことができる（2019年、フジテレビオンデマンド） - 主演・石田蓮 役（足立梨花とダブル主演）
- ヤヌスの鏡（2019年8月配信開始、フジテレビオンデマンド） - 進東健一 役[85]
- Life 線上の僕ら（2020年6月19日 - 7月10日配信、Rakuten TV・ビデオマーケット） - 主演・伊東晃 役[86]
- ANIMALS‐アニマルズ‐（2022年6月23日 - 、ABEMA） - 榊圭祐 役[87]
- 大病院占拠前 the night before（2023年3月11日・3月18日、Hulu） - 相模俊介 役[88]

#### バラエティ
- シラステレビ（2012年12月15日[8] - 、ニコニコ動画） - メインMC
- あさチャン!（TBSテレビ） - 2021年4月マンスリープレゼンター
- 私たち結婚しました（2021年7月9日 - 9月10日、ABEMA）[89]
- ヒミツの鹿楓堂（2022年1月23日 - 2月20日、TELASA）[90]
- S区の奇妙な人々（2025年1月15日 - 2月19日、DMM TV） - タケト 役[91]